# Inmigración montenegrina en los Estados Unidos
Los estadounidenses de Montenegro son estadounidenses de origen montenegrino. La cifra incluye a todas las personas afiliadas a Estados Unidos que reclaman ascendencia montenegrina, tanto las nacidas en el país como ciudadanos naturalizados, así como las personas con doble ciudadanía que se afilian a ambos países o culturas. Se desconoce el número de estadounidenses montenegrinos en los Estados Unidos, ya que en los censos de los Estados Unidos no se ha diferenciado a la comunidad montenegrina de los grupos estadounidenses serbios y yugoslavos estrechamente relacionados; por lo tanto, es probable que los estadounidenses montenegrinos se identifiquen con esos grupos.

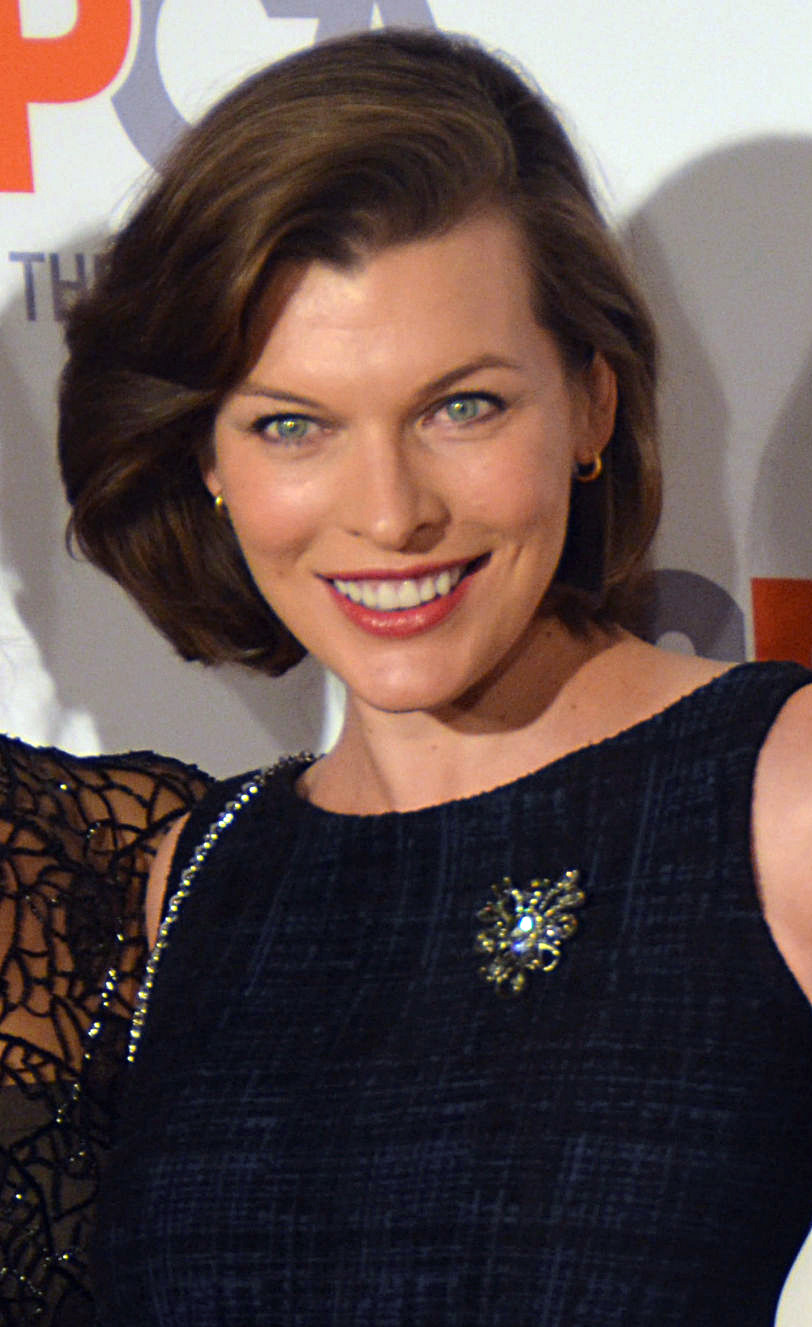
Milla Jovovich es actriz de ascendencia serbia y montenegrina

## Historia

### Periodo temprano
A finales del siglo XIX y principios del XX, se produjo una migración masiva de montenegrinos a varios países de América, entre ellos Argentina, Canadá y los Estados Unidos. Fue en grupos, pero también individualmente. En primer lugar partían jóvenes de la parte costera de Montenegro: Boka, Pastrovici, los alrededores de Budva, luego de Crmnica, Katun nahija, Gragova, Krivosija, Vilusa, por lo que en unos años la salida se extendería al región de Niksic, Bjelopavlici, Piva, Zabljak, Moraca y toda la parte norte de Montenegro.
Las autoridades austrohúngaras ayudaron entonces a conseguir que la mayor cantidad posible de montenegrinos, especialmente hombres jóvenes, fueran a Estados Unidos para dejar el menor número posible de soldados en Montenegro que pudieran ir a la guerra.
El número de emigrantes ha crecido de año en año. Según el libro de pasaportes, que se llevó a cabo cuidadosamente de 1864 a 1914 en el Reino de Montenegro, en los Estados Unidos, según Pavel Rovinsky, había 17 mil jóvenes montenegrinos. Así se afirma en el "Glas Crnogorca", que en ese momento estaba en Cetiña, así como en el periódico "Slobodna Misao" de Nikšić. Es interesante el hecho de que en 1903, en el transcurso de cinco meses, desde principios de agosto hasta finales de diciembre, 621 montenegrinos fueron a América.

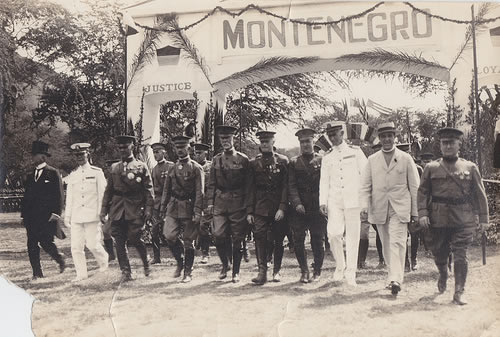
El Día de Montenegro en Nueva York se celebró el 11 de octubre de 1918, cuando, en todo Estados Unidos, se llevaron a cabo ceremonias en honor a los Aliados. La ciudad de Nueva York celebró ceremonias solo para el Reino de Montenegro como el aliado más pequeño.

Con la partida de los jóvenes por el océano Atlántico, desaparecieron espontáneamente los primeros versos que mejor hablaban del deseo de llegar lo antes posible al lejano país rico. Muchos montenegrinos cantaron una canción:
"Ameriko, rosno cvijeće / nema toga ko te neće / ni đeteta od tri ljeta / niti starca od 100 ljeta…" Ili: "Ameriko zemljo kleta / po tebi mi drago šeta /. Molim brata, molim kuma, / da mi zajme trista kruna / da otidem u Čikago, / pa da vidim moje drago / kako radi i propada / i daleko jade jada… "Ili:" Navijorče, vrći momke / da s 'udaju Crnogorke… "" 

## Comunidades
Hoy en día, estos montenegrinos viven principalmente en el centro y este de los Estados Unidos, gran parte del cual se concentra en la ciudad de Nueva York, en Chicago, y en menor medida en Detroit, y los recién llegados de la ex Yugoslavia en el área metropolitana de Los Ángeles.

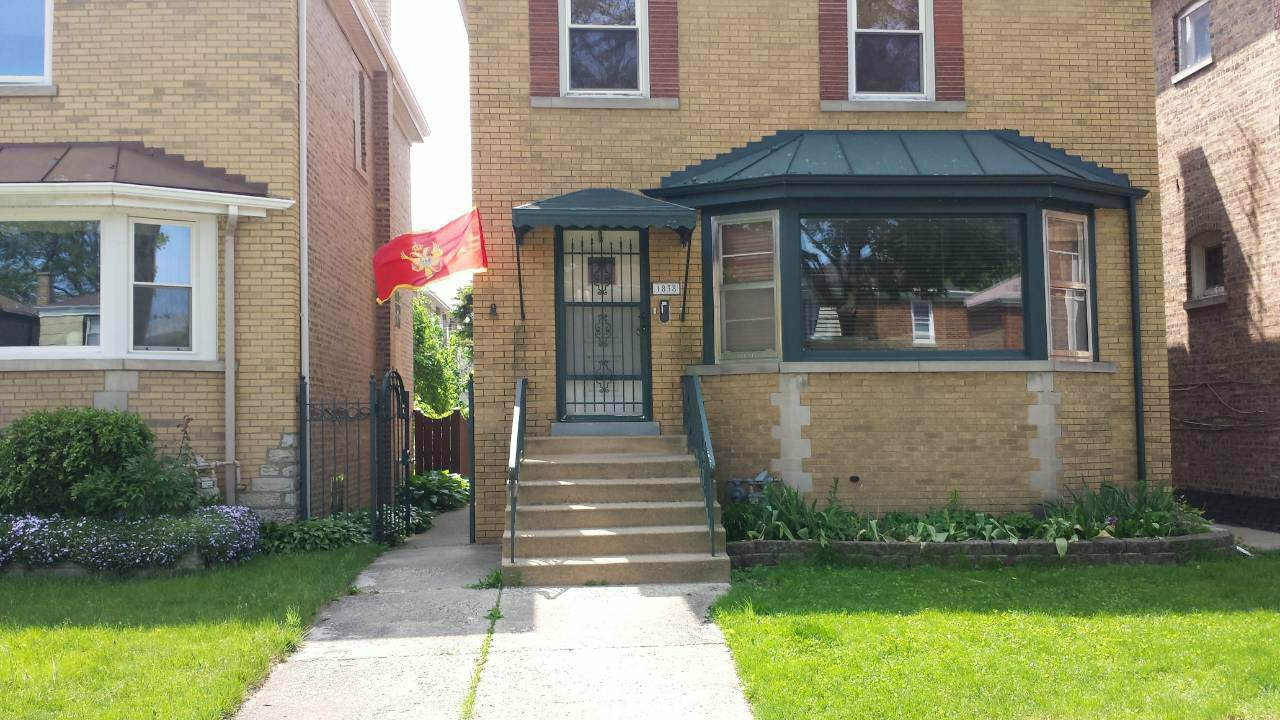
Bandera de Montenegro en Chicago

Los estadounidenses de Montenegro se encuentran en todo el estado de Alaska. Aproximadamente una cuarta parte de todos los estadounidenses montenegrinos conocidos viven en Anchorage. Su presencia en Alaska se remonta a la fiebre del oro de principios del siglo XX. Un periódico de corta duración titulado Servian Montenegrin se estableció a principios de 1905 en la ciudad de Douglas, cerca de Juneau.
 